# كدان (المسيمير)

تعديل مصدري - تعديل

كدان هي إحدى قرى عزلة المسيمير بمديرية المسيمير التابعة لمحافظة لحج، بلغ تعداد سكانها 293 نسمة حسب تعداد اليمن لعام 2004.